# Super Rock '84 in Japan
Super Rock '84 in Japan est un festival qui a eu lieu au Japon au Seibu Stadium, Saitama, les 11 et 12 août 1984. Il a rassemblé les groupes Anvil, Bon Jovi, Scorpions, Michael Schenker Group et Whitesnake.

## Anvil
Metal legend Ltd a sorti un DVD du concert.

### Formation
- Steve "Lips" Kudlow - chant, guitare
- Dave "Squirrely" Allison - guitare, chant
- Ian "Dix" Dickson - basse
- Robb Reiner – batterie

### Liste des titres
1. March of the Crabs
2. Metal on Metal
3. School Love
4. Stop Me
5. Strength of Steel
6. Fored in Fire
7. Mothra

## Bon Jovi
Metal legend Ltd a sorti un DVD du concert.

### Formation
- Jon Bon Jovi - chant
- Richie Sambora - guitare, chant
- Alec Jon Such - basse, chant
- David Bryan - claviers, chant
- Tico Tores – batterie

### Liste des titres
1. Break Out
2. Come Back
3. Roulette
4. She Don't Know Me
5. Shot Through the Heart
6. Get Ready
7. Runaway

## Scorpions
Metal legend Ltd a sorti un DVD du concert.

### Formation
- Klaus Meine - chant
- Rudolf Schenker - guitare
- Matthias Jabs - guitare
- Francis Buchholz - basse
- Herman Rarebell – batterie

### Liste des titres
1. Intro
2. Blackout
3. Coming Home
4. Bad Boys Running Wild
5. Make It Real
6. Big City Nights
7. Coast to Coast
8. Rock You Like a Hurricane
9. Can't Live Without You
10. Dynamite
11. The Zoo
12. Can't Get Enough

## Michael Schenker Group
Metal legend Ltd a sorti un DVD du concert.

### Formation
- Michael Schenker - guitare
- Ray Kennedy - chant
- Dennis Feldman - basse
- Ted McKenna - batterie
- Andy Nye – claviers

### Liste des titres
1. Captain Nemo
2. Rock My Nights Away
3. Ready to Rock
4. Cry For the Nations
5. On and On
6. Attack of the Mad Axeman
7. Lipstick Traces
8. Blou Pleasurette
9. Into the Arena
10. Courvoiser Concert
11. Lost Horizons
12. Rock Will Never Die
13. I'm Gonna Make You Mine
14. Armed and Ready
15. Doctor, Doctor

## Whitesnake
Metal legend Ltd a sorti un DVD du concert.

### Formation
- David Coverdale - chant
- Cozy Powell - batterie
- Neil Murray - basse
- John Sykes - guitare
- Richard Bailey – claviers

### Liste des titres
1. Intro
2. Gambler
3. Guilty of Love
4. Love Ain't No Stranger
5. Ready an' Willing
6. Slow an' Easy
7. John Sykes Gutar Solo
8. Crying in the Rain
9. Soldier of Fortune
10. Cozy Powell Drum Solo
11. Ain't No Love in the Heart of the City
12. Don't Break My Heart Again
13. Walking in the Shadow of the Blues
14. We Wish You Well